# Hemerocampa vetusta
Hemerocampa vetusta är en fjärilsart som beskrevs av Jean Baptiste Boisduval 1852. Hemerocampa vetusta ingår i släktet Hemerocampa och familjen tofsspinnare. Inga underarter finns listade i Catalogue of Life.

## Bildgalleri

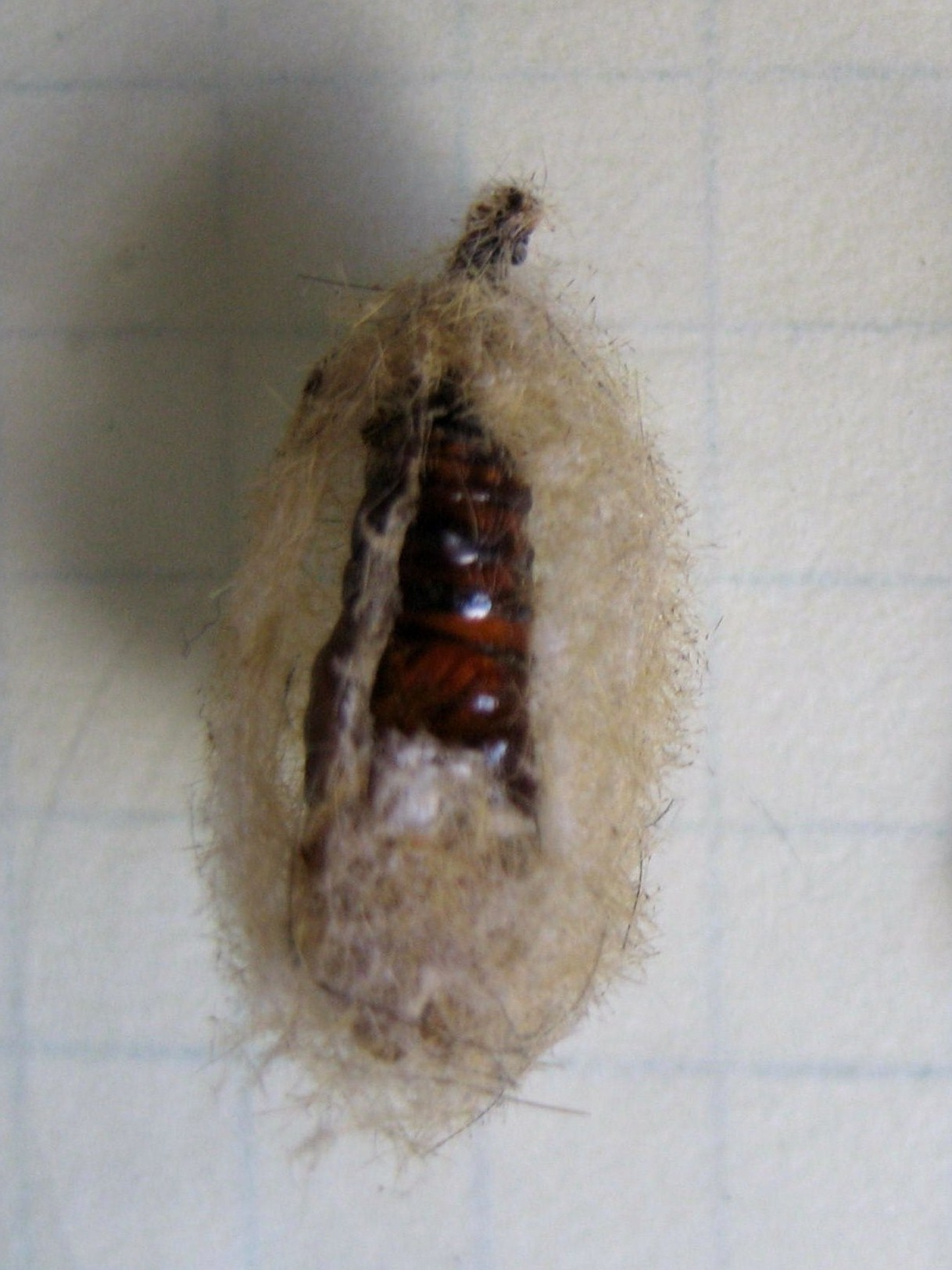